# جمعية اللغة الإنجليزية (انجلترا)
جمعية اللغة الإنجليزية English Association هي جمعية متخصصة في اللغة الإنجليزية مكرسة لتعزيز دراسة اللغة الإنجليزية وآدابها والتمتع بها في المدارس ومعاهد التعليم العالي وبين الجمهور بشكل عام. تأسست في عام 1906 من قبل مجموعة من متخصصي اللغة الإنجليزية بما في ذلك FS Boas و AC Bradley و Sir Israel Gollancz . منذ ديسمبر 1993، يقع مقر الجمعية في جامعة ليستر . حصلت على ميثاقها الملكي (تحت الاسم القانوني لجمعية تشارترد الإنجليزية) في 5 سبتمبر 2006.
كان من بين الرؤساء السابقين جون جالسوورثي، وهارلي جرانفيل-باركر، وجون بيلي، والسير إرنست جاورز، والسير كينيث كلارك، وسي. تنتخب الجمعية الزملاء تقديراً خاصاً لإثرائهم وترويجهم للغة الإنجليزية. يوجد أكثر من 350 من هؤلاء الزملاء ويحق لهم استخدام الحروف FEA أو، وفقًا للميثاق، FCEA (زميل جمعية اللغة الإنجليزية المعتمدة) بعد أسمائهم.

## المنشورات
- عمل العام في دراسات اللغة الإنجليزية [7]
- عمل السنة في النظرية النقدية والثقافية [8][9]
- الإنجليزية [10][11]
- مقالات ودراسات [12][13]
- تم نشر استخدام اللغة الإنجليزية [14] استخدام اللغة الإنجليزية من قبل جمعية اللغة الإنجليزية وهوبز.
- اللغة الإنجليزية 4-11

## انظر ايضا
- ستيوارت سيم

## روابط خارجية
- الموقع الرسمي